# NGC 5234
NGC 5234 (другие обозначения — ESO 220-24, PGC 48129) — галактика в созвездии Центавр.
Этот объект входит в число перечисленных в оригинальной редакции «Нового общего каталога».